# Quattro tempora
Le Quattro tempora sono quattro distinti gruppi di tre giorni presenti nel rito romano della Chiesa cattolica, originariamente legati alla santificazione del tempo nelle quattro stagioni e attualmente destinati a invocare e a ringraziare la provvidenza di Dio Padre per i frutti della terra e per il lavoro dell'uomo nell'ambito del mistero di Cristo come celebrato nel tempo.
A ogni singola stagione corrisponde una delle Quattro tempora, che si compone dei medesimi giorni, ossia il mercoledì, venerdì e sabato di una stessa settimana. Le tempora d'inverno cadono fra la terza e la quarta domenica di Avvento, le tempora di primavera cadono fra la prima e la seconda domenica di Quaresima, le tempora d'estate cadono fra Pentecoste e la solennità della Santissima Trinità e le tempora d'autunno cadono fra la III e la IV domenica di settembre, cioè dopo l'Esaltazione della Santa Croce, il 14 settembre. Le tempora d'inverno, primavera, estate e autunno sono anche chiamate, rispettivamente, Tempora d'Avvento, di Quaresima, di Pentecoste e di settembre. Dopo la riforma liturgica le tempora di primavera cadono fra la terza e la quarta domenica di Quaresima, le tempora d'estate cadono dopo la solennità della Santissima Trinità.
Erano tutti giorni caratterizzati da amore, preghiera e penitenza: elemosina unita a digiuno ascetico (l'agape apostolica) e astinenza., opere di Misericordia.

Considerati particolarmente idonei per l'ordinazione del clero, con il decreto Paenitemini di papa Paolo VI fu abolita l'obbligatorietà del digiuno, attribuendo alle Conferenze episcopali la facoltà di sostituirlo con le cosiddette opere di carità ed esercizi di pietà.

## Simbologia
Ciascuna delle Quattro Tempora ha un segno adatto che, quale primizia stagionale, può essere offerto come gesto votivo, ed esattamente:
- l'olio in inverno;
- i fiori in primavera;
- le spighe di grano in estate;
- i grappoli d'uva in autunno.

## Quattro Tempora nel rito romano
Nei quasi due millenni del rito romano le Quattro Tempora hanno preso diverse forme. Esistevano solo a Roma prima dell'epoca di Gelasio I (492-496).  Si sono estese altrove con l'adozione altrove in Occidente di tale forma e rimasero sconosciute in Oriente.
Le date delle celebrazione variavano ancora nell'XI secolo, e sarebbe Gregorio VII (1073–1085) che le ha fissate ai mercoledì, giovedì e sabato dopo il 13 dicembre (Santa Lucia), dopo il mercoledì delle ceneri, dopo la Domenica di Pentecoste e dopo il 14 settembre. Michael Kunzler attribuisce la fissazione delle date a Gregorio I (590–604).
Il Messale Romano del 1593 indicava le date così: "I Quattro Tempi vengono celebrati mercoledì, giovedì e sabato dopo la Domenica III d'Avvento, dopo la Domenica I di Quadragesima, dopo martedì di Pentecoste e dopo la festa dell'Esaltazione della Santa Croce".
I giorni delle Tempora erano destinati a uno sforzo ascetico di digiuno, preghiera e elemosina all'inizio delle quattro stagioni dell'anno e dovevano servire come preparazione per l'amministrazione degli ordini sacri, per la quale il sabato delle quattro Tempora era particolarmente adatto.
A riguardo della revisione della liturgia del rito romano dopo il Concilio Vaticano II, Michael Kunzler osserva: "Il nuovo ordinamento dell'anno liturgico ha fondamentalmente mantenuto le « le quattro tempora »; spetta alle conferenze episcopali regolarle «quante al tempo e al modo di celebrarle», affinché esse «possano essere adattate alle diverse situazioni locali e alle necessità dei fedeli». Viene mantenuto il carattere penitenziale della liturgia delle «quattro tempora», ma si deve pure prendere coscienza della responsabilità verso il prossimo e verso i problemi del mondo".

## Origini
Questi periodi di digiuno non appaiono nelle prime registrazioni cristiane: per la prima volta sono menzionati negli scritti di san Filastrio, vescovo di Brescia (morto nel 387) (De haeres., 119). Egli le pone in relazione con le maggiori feste cristiane.
L'osservanza cristiana delle Quattro Tempora trae origine da un'ordinanza ecclesiastica di Roma, diffusasi poi al resto della Chiesa d'Occidente. Erano conosciute come ieiunium vernum, aestivum, autumnale et hiemale (digiuno di primavera, d'estate, di autunno e d'inverno), così che, per citare le parole di papa Leone I (440 - 461) la legge dell'astinenza potesse esser applicata a ogni stagione dell'anno. Ai tempi di Leone I, il mercoledì, il venerdì e il sabato erano già giorni di speciale osservanza. Tre di questi periodi erano digiuni preparatori per le tre maggiori festività (Natività, Pasqua e Pentecoste), era pertanto necessario aggiungerne un quarto "per amore della simmetria".
Da Roma le Tempora si diffusero gradualmente in tutto l'Occidente. Né la Gallia né la Spagna le ebbero molto prima dell'VIII secolo.
In Britannia però comparvero prima e fonti cristiane ne attribuiscono la ragione alla presenza di sant'Agostino di Canterbury, un romano che agiva sotto la diretta autorità di papa Gregorio Magno.
Nella Chiesa ortodossa, le Tempora non sono mai state osservate.

## Variazioni di calendario
L'Ordo Romanus fissò le Tempora di primavera alla prima settimana di marzo, quindi associate approssimativamente alla prima domenica di Quaresima; le Tempora estive alla seconda settimana di giugno, dopo Pentecoste; le Tempora autunnali alla terza settimana di settembre dopo l'Esaltazione della Santa Croce e le Tempora invernali nell'ultima settimana piena di Avvento, dopo la festa di Santa Lucia (13 dicembre).
Altre norme prevalsero in diversi paesi, fino a quando gli inconvenienti della mancanza di uniformità richiesero l'adozione di una nuova norma sotto papa Urbano II nei Concili di Piacenza e di Clermont, svoltisi nel 1095.
Le Tempora avevano inizio il primo mercoledì dopo il giorno delle Ceneri (allora la prima domenica di Quaresima), Pentecoste, l'Esaltazione della Santa Croce e Santa Lucia. Questo comportava, ad esempio, che se il 14 settembre cadeva di martedì, le Tempora cadevano il 15, 17 e 18 settembre. Perciò, le Tempora di settembre potevano cadere nella seconda o nella terza settimana di settembre. Questa comunque fu sempre la terza settimana liturgica di settembre, considerando la prima domenica di settembre quella più prossima al 1º settembre (29 agosto piuttosto che 4 settembre). Per semplificare il calendario liturgico, papa Giovanni XXIII stabilì che per terza domenica dovesse intendersi la terza domenica dall'inizio del mese. Quindi se il 14 settembre cadeva di domenica, le Tempora sarebbero state il 24, 26 e 27 settembre. (Questa regola è seguita dai Cattolici che osservano il calendario liturgico del 1962).
La Chiesa cattolica prescriveva il digiuno e l'astinenza in tutti i giorni delle Quattro Tempora, e i fedeli erano invitati a confessarsi. Il 17 febbraio 1966, papa Paolo VI con il decreto Paenitemini escluse le Quattro Tempora dai giorni di digiuno e astinenza obbligatori.

La Costituzione Apostolica conclude:
(Costituzione Apostolica Paenitemini, 17 febbraio 1966)
Ad eccezione di privilegi e indulti, nel documento non sono esplicitamente annullate o abrogate le norme e prescrizioni pregresse e vigenti al tempo dell'approvazione.

Inoltre, non è indicata una validità in perpetuo della Paenitemini, interpretabile come una sua vigenza entro un tempo indeterminato, fino ad eventuale diversa disposizione.
Nella Chiesa anglicana le Tempora furono rese opzionali nel 1976.

## Ordinazione del clero
La regola che fissa l'ordinazione del clero nelle Quattro Tempora è da ricercarsi nei documenti tradizionalmente associati a papa Gelasio I (492 - 496). Nella Chiesa primitiva le ordinazioni avevano luogo secondo la necessità. Si ritiene che Gelasio sia stato il primo che volle assegnare le ordinazioni a tempi particolari. Troviamo questa regola sancita da Egberto arcivescovo di York negli anni 732 - 766 e stabilita definitivamente come legge della Chiesa con il pontificato di papa Gregorio VII, circa nel 1085.

## Culinaria
Secondo alcuni etimologisti la tempura giapponese dovrebbe il suo nome alle Quattro tempora, e la sua invenzione si fa risalire al secolo XVI, con i primi contatti tra i giapponesi e i marinai portoghesi che recavano con loro missionari gesuiti; poiché in questo tempo i cattolici mangiavano solo verdure e pesce e si dedicavano alla preghiera chiesero ai locali di preparare loro un piatto adatto alle tempora. Da qui il termine tempura che i giapponesi utilizzano ancora oggi per questo piatto. Un'altra teoria etimologica invece ricollega il termine "tempura" alla parola portoghese tempero: condimento, spezia.